# 13S
13S – wagon towarowy służący do przewozu kwasów w naczyniach kamionkowych. Projekt wagonu powstał na podstawie adaptacji podwozia wapniarki 10S. Zastosowano ujednolicone elementy zawieszenia (resory i podwójne ogniwa). Za opracowanie projektu w 1958 odpowiadało CBK PTK. Rekonstrukcja projektu z 1963 roku zakładała zmianę łożysk (z 140 mm na 120 mm) oraz hamulec Oerlikona. Wagony ze zmienionego projektu otrzymały oznaczenie 13S/1. Wagony mają minimalny promień skrętu wynoszący 75 m. Była to najliczniejsza grupa kamionek używanych w PKP.
W 12 zbiornikach można było pomieścić 12 m³ cieczy. Napełnianie ceramicznych naczyń odbywało się od góry do każdej turyli (kamionki) osobno, a opróżnianie za pomocą syfonu. Zbiorniki stały ciasno na drewnianej podłodze, która była uszczelniona kitem lub lepikiem. Naczynia zdejmowano tylko podczas naprawy.
| Odmiana    | Producent                                 | Lata budowy | Liczba | Źródło |
| ---------- | ----------------------------------------- | ----------- | ------ | ------ |
| 13S        | Zakład Napraw Taboru Kolejowego w Elblągu | 1958-1959   | 113    | [ 1 ]  |
| 13S, 13S/1 | Fabryka Wagonów Świdnica                  | 1962-1965   | 90     | [ 1 ]  |